# Moda heavy metal

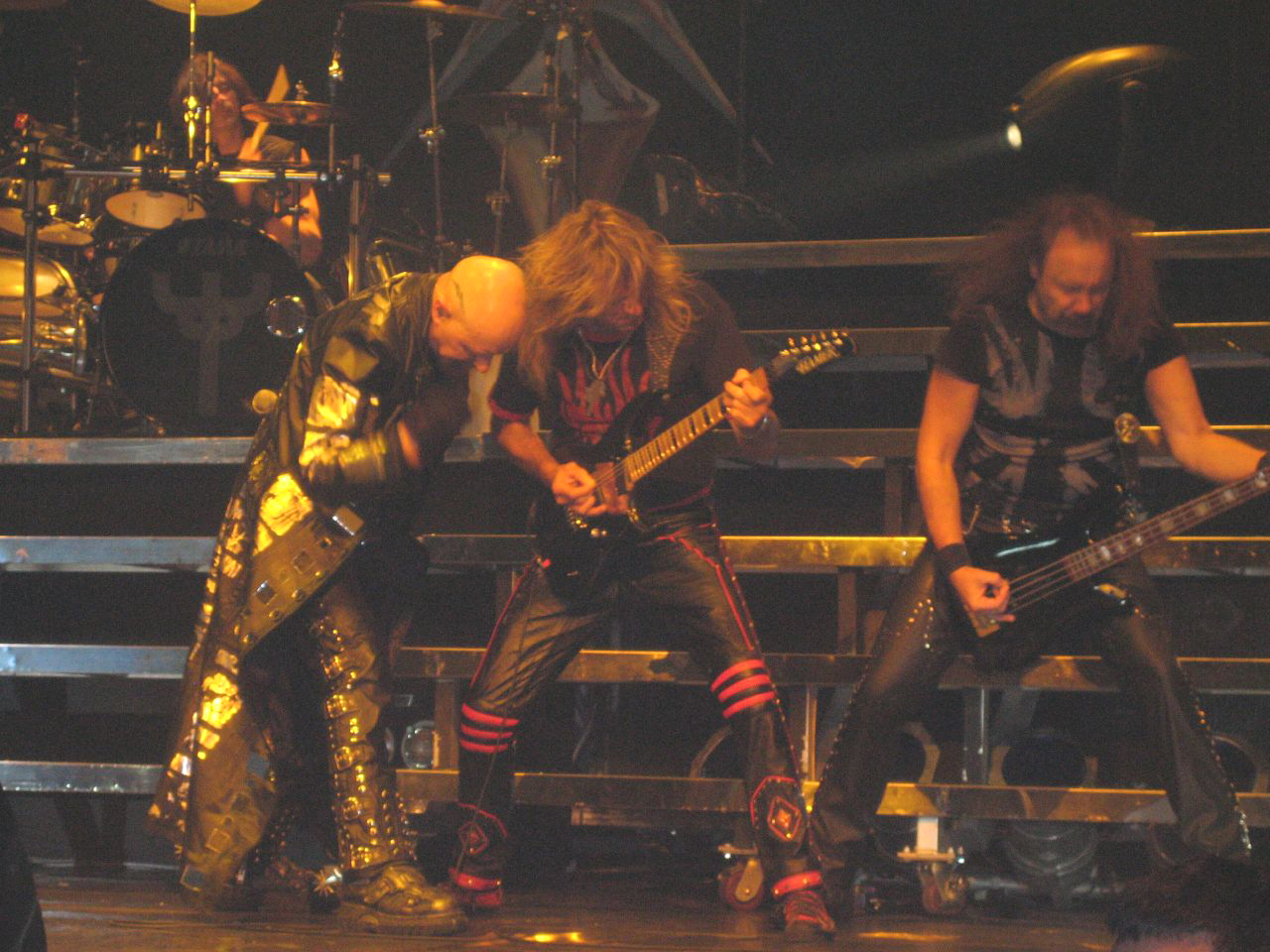
Judas Priest, en su típico atuendo de estilo heavy metal, haciendo su puesta en escena en los VH1 Rock Honors, el 25 de mayo de 2006.

La moda heavy metal es la forma de vestir, el maquillaje, el estilo de cabello y la modificación corporal, usada por los seguidores del heavy metal, que a menudo son llamados metaleros o headbangers.

## Orígenes
La ropa asociada al heavy metal tiene sus raíces en los motoristas rebeldes y subculturas roqueras de la época. La vestimenta del heavy metal incluye elementos tales como chaquetas de cuero, chaquetas vaqueras, chaleco de parches, zapatillas de baloncesto altas (más comunes en thrash metal de la vieja escuela), botas de motociclista, botas de obrero o botas militares, jeans azules o negros, chaquetas de tela o chalecos a menudo adornados con insignias, botones y parches, también se utilizan tachas (formas de metal pegadas en pulseras, chaquetas, pantalones) y suele llevarse el pelo largo. Como con los motoristas, hay una fascinación peculiar con imágenes germánicas, tales como la Cruz de Hierro.
Ciertos aspectos de la imagen se pueden acreditar a cualquier banda (por ejemplo, ya desde comienzos de los 70, la banda de hard rock Kiss vestía con ropa de cuero y usaba elementos como las cadenas de perro), pero la banda que ha recibido la mayoría del crédito por revolucionar la apariencia fue Judas Priest. Sus integrantes K.K. Downing y Rob Halford fueron los primeros en masificar la vestimenta con cuero y tachuelas metálicas. Incluso su vocalista, Rob Halford, fue más allá al incorporar una apariencia de motorista a su personaje desde 1978, coincidiendo con la promoción del álbum Hell Bent For Leather, publicado el mismo año, y donde aparecía en una Harley Davidson. Pronto el resto de la banda siguió con esa apariencia ruda y distintiva.
No mucho después, otras bandas comenzaron a adoptar esta apariencia. El cantante original de la banda Iron Maiden, Paul Di'Anno, comenzó a usar las chaquetas de cuero y las pulseras con pinchos y la banda Motörhead comenzó a usar con frecuencia las bandoleras. La apariencia original del hippie con las camisas de satén y los pantalones de bellbottom había cambiado; la contribución de Halford se convirtió en tradición para los metaleros alrededor del mundo. Esta apariencia era muy popular sobre todo entre los seguidores de la llamada Nueva Ola del Heavy Metal Británico (NWOBHM) a comienzos de los años 80, y auspició un renacimiento para el heavy metal en esta era.

## Apariencia

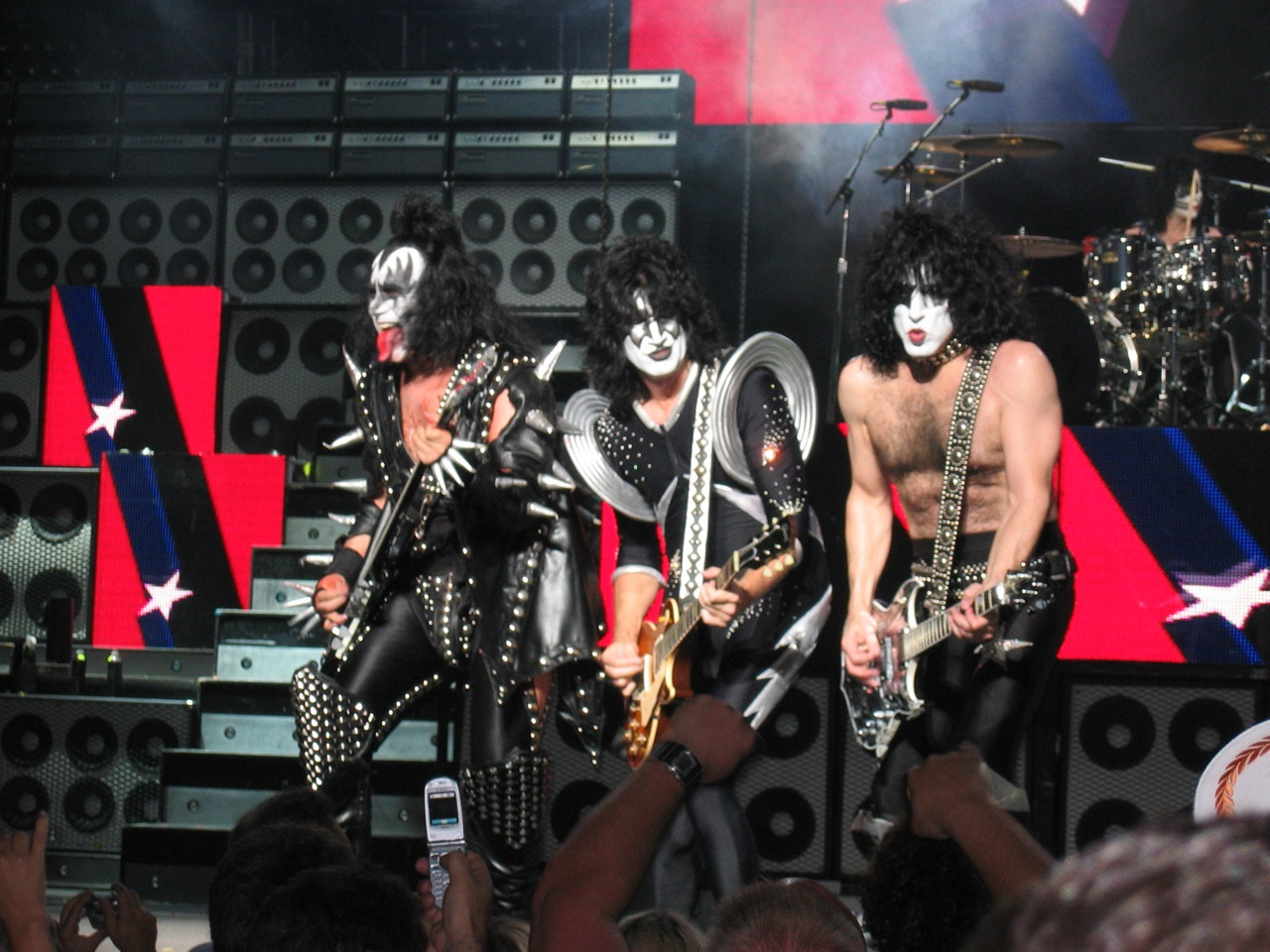
Kiss interpretando en 2004, vistiendo su típico atuendo.

Se pueden encontrar aspectos comunes entre las bandas de heavy metal. La indumentaria por excelencia más aceptada dentro del heavy metal consiste en pantalones de cuero ajustados o jeans elásticos de pitillo (o mallas), chaqueta de cuero negro, indumentaria de color negro, botas deportivas oscuras o militares, accesorios (dijes, pulseras) de calavera y el clásico cabello largo, con el cual se experimenta el headbanging. Paradójicamente, Rob Halford, vocalista de Judas Priest, pretendiendo mostrar abiertamente su tendencia homosexual, recurre en escena a la indumentaria de los Leather Knights, un estilo estético homosexual que proyecta en el uso de ropa de cuero tachonada, una tendencia sadomasoquista; la respuesta de su atuendo logró un impacto completamente contrario a lo que buscaba, proyectó para los fans y las bandas una imagen más viril, ruda, concreta y agresiva que fue rápidamente replicada por muchos y que aún hoy funciona, la cual destaca al mostrar con la imagen lo que transmite la música. El color negro es la nota predominante dentro del heavy metal y el uso de bisutería, principalmente de color plata, está también bastante extendido, además de los cinturones de balas dando así una estética aún más agresiva.
Ciertos subgéneros tienen una estética común. Dentro del black metal, es notable las pulseras con clavos de hasta 20 cm de largo, los alambres de púas en las ropas además del corpsepaint a blanco y negro de patrones simples.

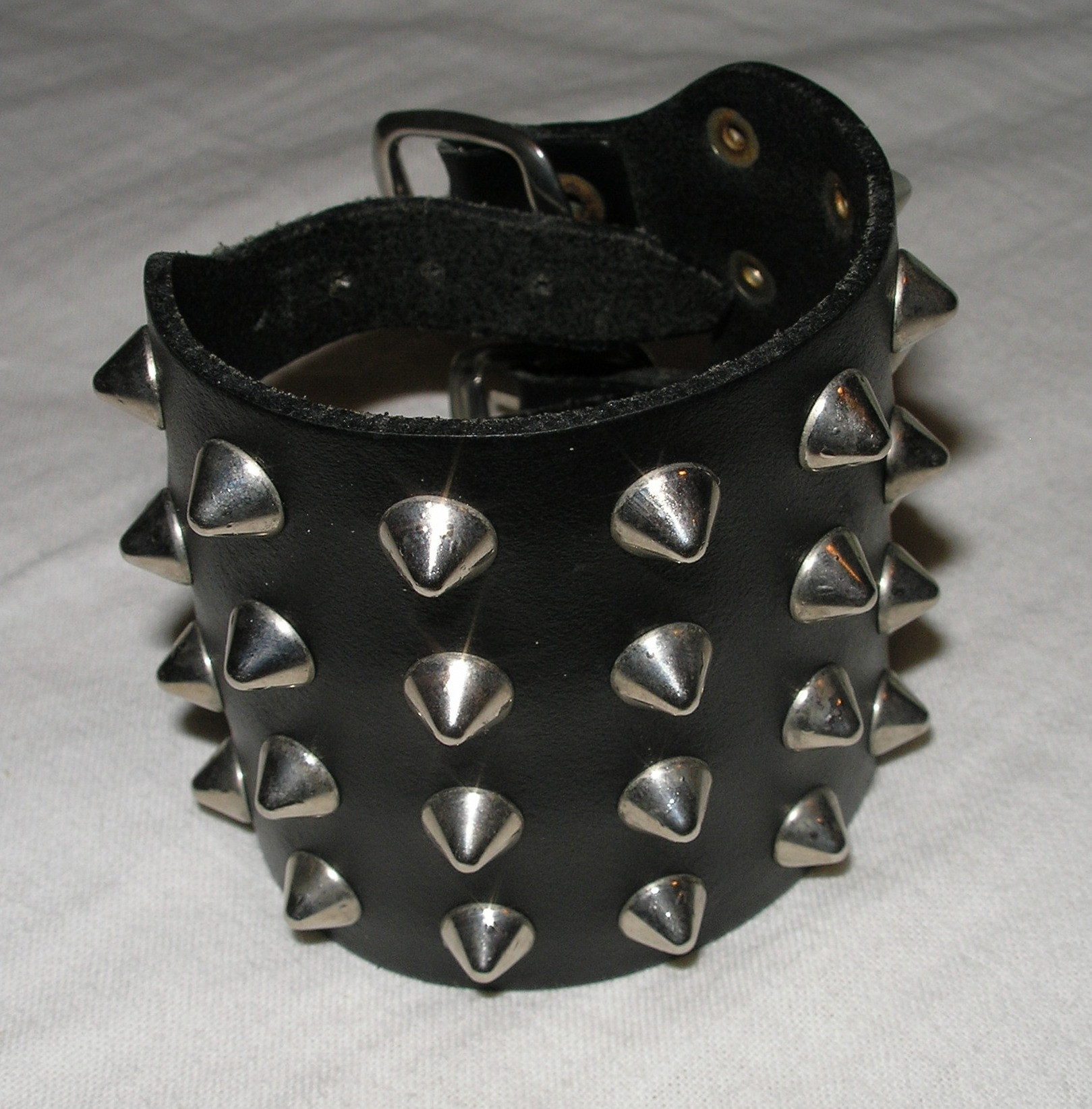
Muñequera con pinchos

Otro punto importante dentro de la apariencia de las bandas son los logotipos. Estos suelen ser muy característicos y, en casos particulares, tienen un denominador común como ocurre con las bandas de black metal, que suelen incluir cruces invertidas o pentáculos (pentagramas) en sus logos, mientras que las letras del nombre de la banda suelen estar escritas con trazos poco firmes o totalmente enrevesados, resultando así muchas veces ininteligible.
La vestimenta preferida de los seguidores suele ser pantalón elástico o de cuero negro, muñequeras con pinchos, botas militares y una camiseta negra con la portada de un disco de un grupo, sin mencionar chaquetas y diferentes accesorios de cuero. Este hecho hace que las portadas de los álbumes sean especialmente importantes. Las portadas de grupos black metal suelen ser más oscuras y con temáticas anticristianas, y en el Death metal más sádicas y sangrientas. En el caso de los grupos de power metal, las portadas suelen ser más épicas, con guerreros o criaturas fantásticas luchando o bien mostrando escudos de armas o símbolos de apariencia (sobre todo de bárbaros como Conan y Red Sonja) antigua y/o de la era medieval y vikinga. La época de los Piratas. O la gran influencia de J.R.R.Tolkien y El Señor de Los Anillos.
La mayoría de las personas de la comunidad Blackmetalera y Deathmetalera en su vestimenta usan imágenes de pentagramas invertidos y/o imágenes de demonios. También la gran mayoría de metaleros usan camisas preferiblemente negras con la imagen del álbum de una banda.

## Otras influencias

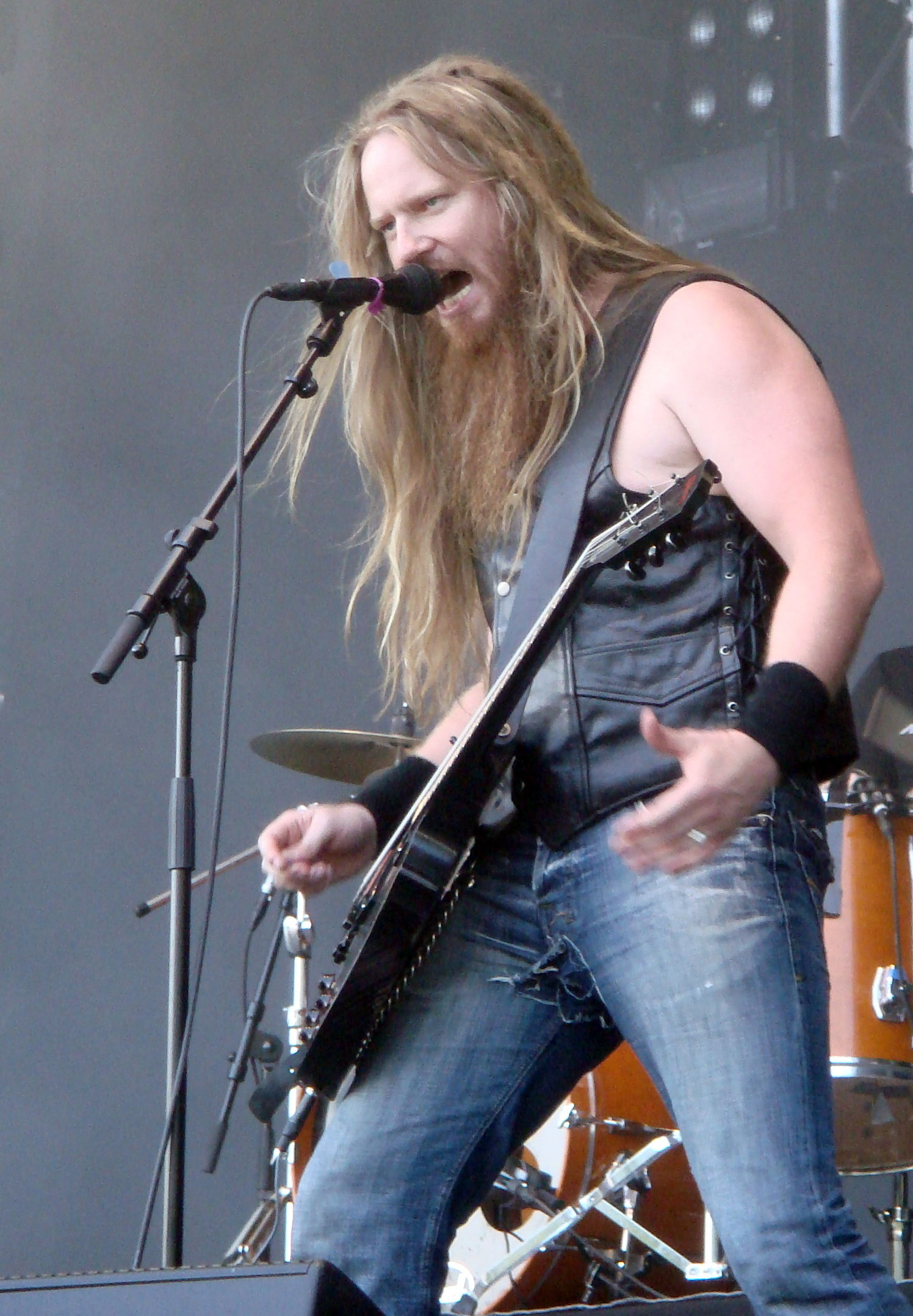
Jouni Hynynen, guitarrista de Kotiteollisuus, vistiendo un chaleco de cuero y pantalones jeans, y llevando el cabello largo.

El estilo y la ropa del heavy metal ha absorbido elementos de influencias tan diversas como las influencias musicales de los que ha tomado el género. Es a partir de esta vinculación de los diferentes sub-estilos de ropa y las influencias musicales que a veces se puede determinar el gusto específico de una persona en la música simplemente por la apariencia general. Sin embargo, estos signos pueden ser caprichos pocos analizados en la mayoría de los casos. Esta incertidumbre es lo que hace el primer aspecto clave de la identidad de los metaleros.
Algunas de las influencias de la ropa moderna militar y la guerra de Vietnam puede ser visto por los aficionados y bandas de thrash metal, con los miembros de las bandas thrash metal de los años 1980 como Metallica, Destruction y Megadeth vistiendo cinturones con balas alrededor de su cinturas durantes sus puestas en escena (es probable que el thrash metal sacara la idea de los cinturones de balas de las bandas NWOBHM como Motörhead, quien ha incorporado el cinturón de balas como parte de su estética desde sus orígenes, ya que muchas bandas de thrash metal en los años 1980 fueron influenciadas por Motörhead). Este estilo está , a menudo, conectado al punk-metal y el anti-fashion, con similitudes del hardcore punk. La imagen y valores históricos de los celtas, sajones, vikingos y la cultura caballeresca medieval está reflejada densamente en la música metal, por las bandas como Blind Guardian, y tiene su impacto en la moda cotidiana y especialmente los conciertos de artistas metaleros. La independencia, masculinidad y el carácter distintivo del honor de un guerrero es extremadamente popular entre metaleros, como es el rechazo del consumismo de hoy en día y la cultura metrosexual. Los seguidores del folk metal, viking metal, black metal y power metal a menudo hacer crecer mucho sus pelos y barbas para representar el estereotipo de los vikingos, sajones y celtas, y visten pendientes de Mjolnir, el martillo de Thor, y otros símbolos paganos.
En escena, en sesiones de fotos y en los videos musicales, es muy común para las bandas de estos géneros como Turisas y Moonsorrow estar vestidos con cotas de malla, pieles de animales, pinturas de guerra (como yerba pastel) y otros equipos de batallas de la era oscura. Las pinturas de cadáveres es otro estilo del maquillaje claroscuro, usado principalmente por bandas de black metal. Los seguidores y músicos de power metal como Rhapsody of Fire a menudo visten ropas representativas del Renacimiento y el Medioevo incluyendo pantalones ajustados negros o marrones, mangas anchas, polos sin botones de varios colores. La imagen de bardos y juglares así como caballeros es una parte popular de la moda power metal. Algunos seguidores y bandas de doom metal han incorporado estilos retros, botas cortadas y vaqueros con botones, cabeceras, polos tye-dye y otros polos coloridos inspirados en el rock psicodélico de los años 1960 y 1970 así como la cultura de drogas.
Una minoría de metaleros/headbangers también llevan maquillaje como la cultura gótica. Artistas como Alexi Laiho de la banda de death metal melódico Children of Bodom, James Banister de Mark of Attreus son algunos ejemplos, porque ambos usan delineadores y esmalte negro de uñas.